# Nebenpflicht
Als Nebenpflichten werden im deutschen Zivilrecht untergeordnete, dienende Pflichten innerhalb eines zwischen zwei Rechtssubjekten bestehenden Schuldverhältnisses bezeichnet. Der Begriff wird uneinheitlich verwendet. Er ist aber in jedem Fall streng von der Nebenleistungspflicht zu trennen.

## Allgemeines
Mitunter sind damit – missverständlich – die Sorgfalts-, Obhuts-, Fürsorge- oder Rücksichtnahmepflichten nach § 241 Abs. 2 BGB gemeint, die zu „Rücksicht auf die Rechte, Rechtsgüter und Interessen“ der anderen Partei verpflichten. Die schuldhafte Verletzung dieser Schutzpflichten begründet nach § 280 ff. BGB Schadenersatzpflichten und kann die Gegenseite ausnahmsweise sogar zum Rücktritt berechtigen. Nebenpflichten sind dann also der Gegenbegriff zu den Leistungspflichten.

## Nebenleistungspflichten
Oft werden unter Nebenpflichten aber auch die Nebenleistungspflichten verstanden, also diejenigen Leistungspflichten, die im gegenseitigen Vertrag nicht als Hauptleistungspflichten im Synallagma stehen. Nebenpflichten sind dann das Gegenstück zu den Hauptleistungspflichten. Die Unterscheidung spielt seit der Schuldrechtsmodernisierung nur noch für die Einrede des nichterfüllten Vertrags eine Rolle, während das Rücktrittsrecht generell an die Verletzung von Leistungspflichten anknüpft, das Schadensersatzrecht sogar jede Pflichtverletzung genügen lässt.
Andere bezeichnen als Hauptpflichten die vertragstypischen Pflichten, also diejenigen, die den Vertrag zu einem solchen machen, wie er im BGB typisierend aufgeführt ist. Insoweit kommt dem Begriff die Funktion zu, die passenden gesetzlichen Regeln zur Ausfüllung von Lücken im Vertrag zu finden. Hauptpflicht des Kaufvertrages wäre dann die Pflicht zu Übereignung und Übergabe, der Begriff bezieht sich also auf die Leistung in Abgrenzung zur Gegenleistung.
Wegen der unterschiedlichen Verwendung des Begriffes der Nebenpflichten herrscht „viel Unklarheit“ über die mit der Bezeichnung verbundenen Rechtsfolgen.